# 다나카 준코
다나카 준코(일본어: 田中順子, 1973년 10월 9일 ~ )는 일본의 전직 아티스틱스위밍 선수로 1996년 하계 올림픽에 출전했다.